# 50 Cent Is the Future
50 Cent Is the Future — перший офіційний мікстейп репера 50 Cent та гурту G-Unit. Реліз випустили після того, як у виконавця стріляли, внаслідок чого музична індустрія занесла 50 Cent до чорного списку. Пісня «G-Unit That's What's Up» також увійшла до іншого релізу виконавця, компіляції Guess Who's Back?
Виконавчі продюсери: 50 Cent, G-Unit. Зведення: Sha Money XL. Оформлення: Дон Морріс. 1 грудня 2012 журнал Complex присвоїв 50 Cent Is the Future 3-тю сходинку у рейтингу «25 найкращих назв мікстейпів будь-коли». Реліз також посів 1-шу позицію «20 найкращих мікстейпів» за версією XXL. На DatPiff.com мікстейп має срібний статус (за критеріями сайту), його безкоштовно завантажили понад 50 тис. разів.

## Список пісень
| №  | Назва                            | Тривалість | Виконавці                         | Оригінальний біт                                           |
| -- | -------------------------------- | ---------- | --------------------------------- | ---------------------------------------------------------- |
| 1  | «U Should Be Here»               | 3:33       | G-Unit                            | «Be Here» у вик. Рафаеля Саадіка з участю D'Angelo         |
| 2  | «Bump Dat Street Mix»            | 3:06       | 50 Cent, Tony Yayo                | «Bump Dat» у вик. Mobb Deep                                |
| 3  | «The Banks Workout»              | 4:01       | 50 Cent, Lloyd Banks              | «Lyrical Exercise» у вик. Jay-Z                            |
| 4  | «Whoo Kid/Kay Slay Shit»         | 2:33       | 50 Cent                           | «Crawlin'» у вик. Mobb Deep                                |
| 5  | «50 Cent Just Fucking Around»    | 2:12       | 50 Cent                           | «What You Want» у вик. Mase з участю Total                 |
| 6  | «G-Unit Soldiers»                | 3:06       | G-Unit                            | «Losin' Weight» у вик. Cam'ron з участю Prodigy            |
| 7  | «Got Me a Bottle»                | 2:52       | 50 Cent, Lloyd Banks              | «Got Me a Model» у вик. R.L. (Next) з участю Еріка Сермона |
| 8  | «Tony Yayo Explosion»            | 2:45       | 50 Cent, Tony Yayo                | «Eye for a Eye (Your Beef Is Mines)» у вик. Mobb Deep      |
| 9  | «Clue/50»                        | 1:30       | 50 Cent                           |                                                            |
| 10 | «A Lil Bit of Everything U.T.P.» | 4:09       | G-Unit з участю UTP та Young Buck |                                                            |
| 11 | «Cut Master C Shit»              | 2:56       | 50 Cent                           | «No Nuts, No Glory» у вик. Geto Boys                       |
| 12 | «Call Me»                        | 3:03       | 50 Cent, Tony Yayo                | «Call Me» у вик. Tweet                                     |
| 13 | «50/Banks»                       | 2:45       | 50 Cent, Lloyd Banks              | «They Ain't Ready» у вик. Ruff Ryders                      |
| 14 | «Surrounded by Hoes»             | 2:10       | 50 Cent                           | «Round & Round» у вик. Jonell                              |
| 15 | «G-Unit That's What's Up»        | 4:13       | G-Unit                            | «Y'all Been Warned» у вик. Wu-Tang Clan                    |
| 16 | «Bad News»                       | 4:33       | G-Unit                            | «Good to You» у вик. Таліба Квелі                          |

## Чартові позиції
| Чарт (2004)        | Найвища позиція |
| ------------------ | --------------- |
| UK Albums Top 75   | 65              |
| Swiss Albums Chart | 59              |